# D.C. Sniper: 23 Days of Fear
D.C. Sniper: 23 Days of Fear (prt: Sniper, 23 Dias de Pânico em Washington; bra: Caçada ao Atirador), também conhecido como Sniper: 23 Days of Fear in Washington D.C., é um telefilme estadunidense de 2003, dos gêneros drama histórico e Suspense, dirigido por Tom McLoughlin, com roteiro de Dave Erickson baseado nos ataques a tiros em Beltway, em outubro de 2002, em três estados dos Estados Unidos.

## Sinopse
Dois de outubro foi o início de 23 dias de tiros à desfilada que espalharam o terror na capital do Estados Unidos, Washington D.C. durante o outono de 2002. Um atirador furtivo não identificado mata aleatoriamente cidadãos locais insuspeitos sem qualquer critério de idade, raça ou género. Washington fica paralisada pela ameaça de um assassino invisível disposto a matar a qualquer momento, em qualquer lugar.

## Elenco
- Charles S. Dutton ... Chief Charles Moose
- Jay O. Sanders ... Douglas Duncan
- Bobby Hosea ... John Allen Muhammad
- Trent Cameron ... Lee Boyd Malvo
- Helen Shaver ... Sandy Moose
- Tom O'Brien ... Lieutenant Jacobs
- Charlayne Woodard ... Mildred Muhammad